# Michele Desubleo

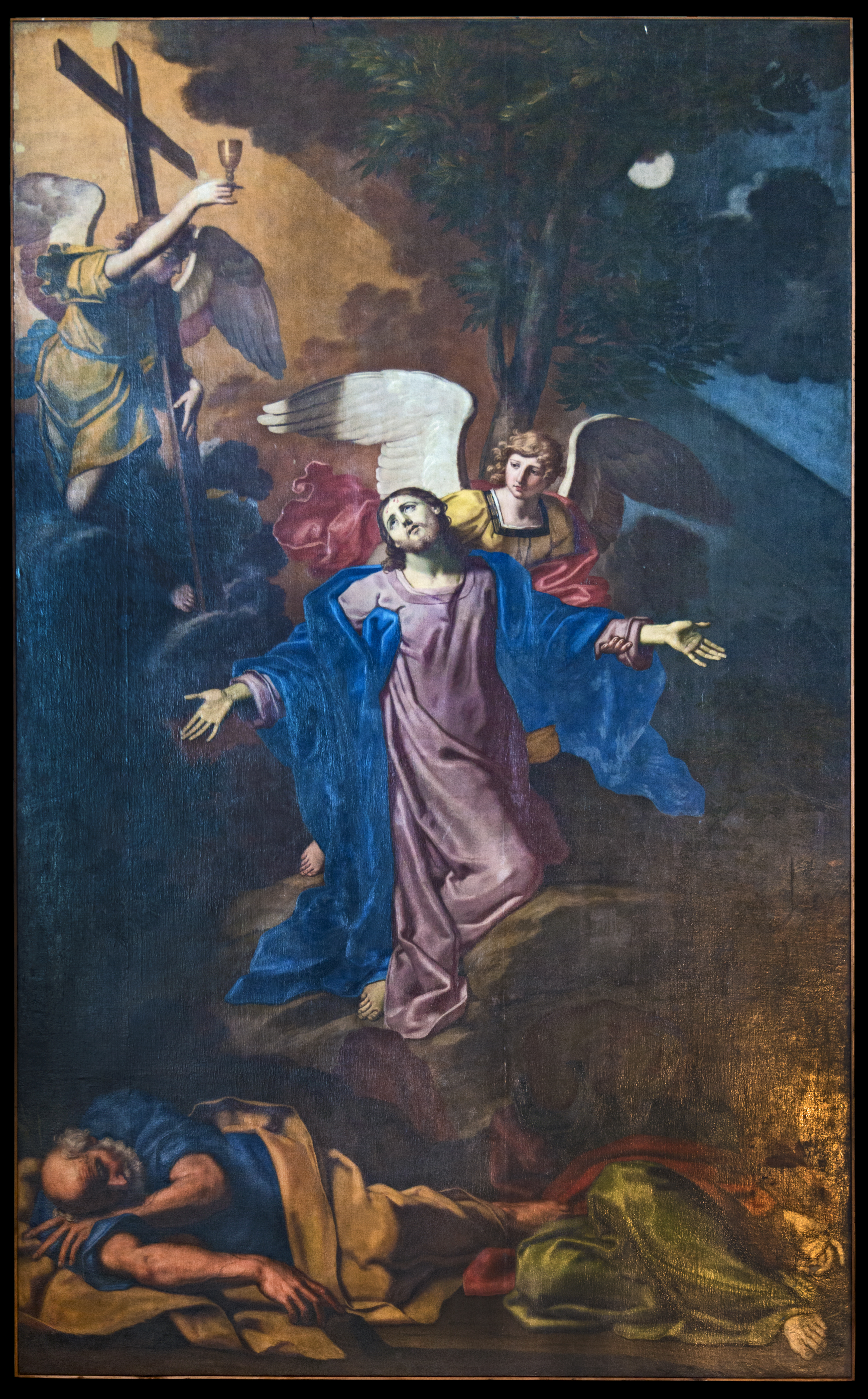
Oraison dans le jardin des Oliviers

Michele Desubleo (Michel Desoubleay en français) ou Michele Fiammingo (« Flamand ») ou Michele di Giovanni de Sobleau  (Maubeuge, 1601 - Parme, 1676) est un peintre français du comté de Hainaut (où se trouvait Maubeuge), englobé dans les Pays-Bas espagnols dits "du sud" à partir de 1581 (et non flamand). Il fit sa carrière en Italie où il fut actif dans le centre et le nord au XVIIe siècle.

## Biographie
Michele Desubleo, après un apprentissage non documenté dans sa région d'origine, émigre en Italie, tout en suivant son frère utérin Nicolas Régnier. Il s'établit avec ce dernier à Rome, ville dans laquelle resta entre 1624 et 1625. La ville papale marqua le début de sa carrière sous le nom italianisé de Michele Desubleo. La présence de ses œuvres au sein d'importantes collections, telle que celle du Marquis Vincenzo Giustiniani, dénote l'appréciation du Flamand par ses contemporains.
Après le bref séjour romain, Desubleo se rendit à Bologne, où, au plus tard à partir des années 1630, il est documenté dans l'atelier de Guido Reni. Ici, il se distingua par sa peinture d'inspiration nordique et par l'élégance de ses compositions, comme dans Venus plorant la mort d'Adonis (ca. 1630-1635) de la Pinacoteca Nazionale à Bologne, La sainte Famille de 1640 dans l'église paroissiale de Borgo Panigale à Bologne et Vénus et Adonis de Aspley House à Londres.
En 1654, on le retrouve établi à Venise. C'est dans la Lagune que son œuvre et celle de Nicolas Régnier permettent aux artistes vénitiens d'approcher le classicisme de Reni. Il termina sa carrière à Parme, où il est documenté entre 1665 et 1676, année de sa mort.

## Œuvres
Les études récentes ont surtout visé à réévaluer sa peinture de chevalet, souvent de très haute tenue.
- Diane et Apollon, musée civique, Bologne.
- Le Christ descend parmi les pauvres assistés de saint Augustin (1846), San Giacomo, Bologne.
- Ulysse et Nausicaa, Palais Montecitorio, Rome.
- Cain et Abel. Huile sur toile. Huile sur toile. Galerie Colonna, sala della Cappella.
- Éliézer et Rebecca au puits. Huile sur toile. Galerie Colonna, sala della Cappella.
- Mort de Cléopâtre. Huile sur toile. Dimensions cm. 74 x 99,5 selon un site de vente aux enchères. Galerie Colonna, sala della cappella. Pour les trois tableaux de la Galerie Colonna, voir la note 3.
- La Sainte Famille avec des anges (1640), église Santa Maria Assunta, Borgo Panigale.
- Herminie et Tancrède (1641 pour la Villa La Petraia de Lorenzo de Médicis), huile sur toile, 234 × 320 cm, Palais Pitti, Florence[4]
- Tancredi e Clorinda (1641), Galerie des Offices, Florence.
- Hercule et Omphale, Pinacothèque de Sienne.
- Extase de saint François (retable), église Saint-François, Sassuolo.
- Vénus et Adonis, Apsley House, Londres.
- Le Rêve de saint Joseph, église du Paradisino, Modène.
- Susanne surprise au bain[5],
- Oraison dans le jardin des Oliviers, chapelle saint Athanase, église San Zaccaria, Venise Vers, 1660